# IC 1515
IC 1515 је спирална галаксија у сазвјежђу Рибе која се налази на листи објеката дубоког неба у Индекс каталогу.
Деклинација објекта је - 0° 59' 19" а ректасцензија 23h 56m 4,1s. Привидна величина (магнитуда) објекта IC 1515 износи 13,7 а фотографска магнитуда 14,5. IC 1515 је још познат и под ознакама UGC 12848, MCG 0-1-4, CGCG 382-2, KCPG 597A, PGC 72922.